# 蔚藍色法則
《蔚藍色法則》是由萬代南夢宮工作室和萬代南夢宮線上共同開發，由後者發行的線上動作角色扮演遊戲。玩家將扮演一位失憶的冒險者，在名為「雷格納斯星球」的遊戲世界中，與其他玩家一同探索和戰鬥。該作於2023年6月14日在日本發行，2025年1月18日终止运营。遊戲曾計劃開設的國際服、台港澳服和韓國服均中止開發。
開發團隊約在2014年開展《蔚藍色法則》的製作計畫，後使用修改後的虛幻引擎4製作，並由曾長年經手傳奇系列美術設計的奧村大悟擔任藝術總監。該作是萬代南夢宮線上籌劃多年的全新作品，主打動畫電影風格的遊戲畫面，旨在使玩家在遊玩時有宛如身處動畫世界的體驗。

## 遊戲系統

### 創建角色
《蔚藍色法則》是一款以第三人稱視角遊玩的線上動作角色扮演遊戲。進入遊戲世界前，玩家須先創建角色並選擇職業。玩家可在角色創建頁面調整性別、髮型、瞳孔、體型等方面，而玩家選擇的職業會影響角色在遊戲內可使用的武器類型及技能。遊戲過程中，玩家可以通過各種行為獲取經驗值，當累積一定經驗值後，角色便會升級。角色升級後會獲得專用技能點數及獎勵技能點數（ボーナススキルポイント），前者可用於提升角色職業專屬的技能等級，後者用於提升所有職業皆可使用的技能等級。玩家可在遊戲內的技能板（スキルボード）查看這些技能，並為技能設定快捷鍵，以方便使用特定技能。玩家可在商店使用指定素材重新設定已經分配的技能點數。

### 探索與戰鬥

副本「巨龍的爪痕」的最終頭目，玩家需合作擬定戰術以通關。

該作並非開放世界作品，遊戲世界內的各個區域相互分隔，區域內可有多名玩家同時在場，玩家可於各區域探索、採集素材或與敵對生物戰鬥。敵對生物皆會有弱點屬性（如火、冰等），玩家使用該生物的弱點屬性進行攻擊後會造成額外傷害。玩家可接取任務推進故事，並在完成任務時獲得遊戲貨幣、經驗值或裝備。玩家於區域內探索時，會遇到在特定區域發生的緊急任務，該種任務有時間限制，且出現的敵對生物會比平時強大。該作也有副本系統，每個副本都有兩種難度，最多可由6名玩家同時挑戰，副本沿途會出現敵對生物及頭目，有時會出現獎勵箱。該作的鬥技場系統可由6名玩家同時挑戰，目標在特定時間內盡可能打倒敵對生物，通關後會獲得遊戲貨幣及經驗值。
該作的幻想體（イマジン）系統有多種類型，分別可以協助玩家戰鬥、提升角色能力值或作為交通工具使用。附件（アタッチメント）系統可以改變角色的外觀，但不會影響能力值。玩家可透過提升角色等級及裝備更強大的武器強化角色。於第一次封閉測試中，多數武器皆只能透過城市區域內的「製造機」獲得，製作武器須消耗遊戲素材與貨幣。

### 情節
主角清醒後發現在不熟悉的地方，並在偶然間打敗來襲的怪物，救下了一位名為菲斯提（フェステ）的少女。主角再次清醒後發現自己已經失憶，並決定與菲斯提一同踏上找回記憶的旅程。

## 開發
《蔚藍色法則》的製作計畫約於2014年前後開始。2019年6月28日，萬代南夢宮工作室和萬代南夢宮線上宣布正在開發全新作品《蔚藍色法則》，該作由兩者組成的專案團隊「PROJECT SKY BLUE」製作，主打動畫電影風格的遊戲畫面，遊戲引擎使用虛幻引擎4。該作與萬代南夢宮線上的其他遊戲（例如偶像大師系列、SD鋼彈系列）不同，後者能以現存的原作為基礎製作。總製作人下岡總吉針對採訪者提問為何要製作全新作品時回應道，「我們不想被任何制約束縛，以進行自由的創作。若使用現存IP，我們想要自由發揮都得經過原作方的許可。」下岡也表示，他和開發團隊都抱有一種使命感，想讓該作成為「知名於日本國內，再走向國際市場」的國產新IP網路遊戲典範。
《蔚藍色法則》是以進軍國際市場為前提而製作，為了與市場上的其他作品競爭，需要擁有鮮明的特徵，因此開發團隊決定使用一眼就能看出是日本製作的畫面風格。該作的藝術總監是長年為傳奇系列進行美術設計的奧村大悟，他包攬了該作大多數的設計工作。下岡於採訪時提到，他想製作一種角色扮演遊戲（RPG），它不僅僅是一部動畫，而是一款具有動畫等級的畫面表現，且可以與朋友一起享受的RPG。
該作的色彩設計採用了一種混合了遊戲與動畫的技術。下岡表示在完成配色後，使用類似沖洗的方法創作那張畫面，將動畫與遊戲揉合而成，使玩家遊玩時會認為自己正置身於動畫世界。開發總監福崎惠介提到，一開始想要實現這種表現效果時就遇到了瓶頸，因為遊戲與動畫之間的風格大相逕庭，就算使用之前的經驗來開發，成果也會不如預期。遊戲場景彩現方面，該作使用了基於物理的彩現及延遲著色，即在二維平面上分層進行多階段處理，再疊加物理定律處理的技術。技術總監大井隆義表示，雖然虛幻引擎4內建的功能可以實現上述的效果，但這些功能不是達不到預期的要求，就是使用後會影響其他功能的運作，所以開發團隊略微修改了遊戲引擎以解決這些問題。
《蔚藍色法則》的主題曲〈未來〉（ミライ）由日本搖滾團體彩虹樂團作曲並演唱。

## 發行
2019年7月5日，《蔚藍色法則》官方YouTube帳號發表了宣傳影片，並開始公開募集玩家進行測試，7月26日至7月28日進行第一次封閉測試。測試結束後，其營運總監兼製作人鈴木貴宏表示令他意外的是，填寫了意見調查表的玩家中，20－29歲的人數較30－49歲的人數多。鈴木認為這是一種良好的趨勢，有助於整個行業的活絡與振興。2020年4月20日至4月26日進行了第二次封閉測試。同年11月7日進行了壓力測試，主要用於確認遊戲內的功能是否可以正常運作。萬代南夢宮在2022年游戏大奖發表了該作的預告片，並宣布將與Amazon Games合作推出該作的歐美版本。
2021年9月29日，紅心辣椒宣布取得《蔚藍色法則》台港澳繁體中文版代理權，負責台灣、香港、澳門等地的發行與營運。2022年6月30日，萬代南夢宮線上開發本部長吉田大史表示因為公司組織更動，《蔚藍色法則》將於「自2022年起的幾年內」發行。11月15日，《蔚藍色法則》開發團隊宣布該作將於2023年春季在日本發行，隔日Smilegate宣布代理其韓文版本。12月9日，開發團隊宣布該作將於PlayStation 5及Xbox Series X/S平台發行，而其歐美版本將由Amazon Games在2023年內發行。2023年5月23日，開發團隊宣布該作將於6月14日在日本發行，Amazon Games於隔日宣布歐美版本將推遲至2024年內發行。2023年12月13日，日服在PlayStation 5及Xbox Series X/S上線，其中PlayStation 5刪除了電腦版的女性角色乳搖機制和限制幼體角色的內衣更換功能。
2024年8月28日，官方宣佈遊戲將在2025年1月18日终止运营。原計劃中的國際服、台港澳服和韓國服也先後宣佈停止開發。

## 評價及反響
部分媒體和網友曾將《蔚藍色法則》於畫面風格、遊戲系統等方面與開放世界遊戲《原神》比較，而Amazon Games的邁克·扎多羅伊表示該作較《原神》更看重社交，且沒有後者的抽獎系統。Fami通的佐藤pon表示該作給他的印象是一款「單人也能暢快遊玩的RPG」，而與他人一同遊玩時的體驗也較為休閒。4Gamer.net的山口和則提到該作的遊戲畫面「光是欣賞這世界的景色就令人興奮不已」。Kotaku的克萊爾·杰克遜認為預告片展示的內容看起來非常酷炫，並對該作後末日風格的故事相當期待。
2024年万代南宫梦在线發表的財報顯示，過去兩年虧損140億日元，日本遊戲業界普遍認為是虧損源於《蓝色协议》商業表現不佳。遊戲大觀根據《蓝色协议》主創團隊的遊戲一週年訪談分析，遊戲定位是大型多人線上遊戲（MMO），但是吸引的玩家非傳統MMO玩家，這類玩家不適應MMO遊戲重複刷素材玩法，所以他們很快就不再遊玩。

## 衍生作品
2024年12月6日，《蓝色协议》同世界觀遊戲《星痕共鳴》首度公開，該作由騰訊投資的上海寶可拉網路科技開發。

## 外部連結
- 官方网站 （日語）